# آنا توروخا
آنا توروخا (انگلیسی: Ana Torroja؛ زادهٔ ۲۸ دسامبر ۱۹۵۹) موسیقی‌دان و خوانندهٔ اهل اسپانیا است. وی از سال ۱۹۸۱ میلادی تاکنون مشغول فعالیت بوده‌است.